# Censada (el Meüll)
Censada és un indret i partida en terres de l'antic poble del Meüll avui dia adscrit al municipi de Castell de Mur i antigament part de l'antic terme de Mur, al Pallars Jussà,.
Es tracta d'una extensa partida que ocupa bona part del sector meridional del terme municipal, entre el Meüll i el sud-oest de Santa Llúcia de Mur. Una part de la Censada és al sud del Meüll, al límit del terme amb Sant Esteve de la Sarga. És a l'esquerra del barranc de Carboners, a l'extrem de llevant de la Serra del Coscó. Queda al nord-oest de les Artigues. Una altra part és al nord de Vilamolera i Sant Salvador de la Serra, en el sector sud-oriental de l'antic terme de Mur i a prop del lloc on hi hagué el límit amb Guàrdia de Tremp. Al seu sud-est s'estén la Serra de Carboner.